# 248 TCN
248 TCN là một năm trong lịch La Mã.